# Феликс, Сильвиан
Сильвиан Феликс (фр. Sylviane Félix; род. 31 октября 1977, Кретей) — французская легкоатлетка (бег на короткие дистанции, эстафетный бег), чемпионка и призёр чемпионатов Европы и мира, призёр летних Олимпийских игр 2004 года в Афинах.

## Карьера
Победительница (1997, 2001), серебряный (2005) и бронзовый (1997) призёр Средиземноморских игр. Чемпионка Европы 1998 и 2002 годов в эстафете 4×100 метров. Чемпионка (2003), серебряный (2001) и бронзовый (1997) призёр чемпионатов мира.
На Олимпиаде в Афинах была 7-й в беге на 200 метров. В эстафете 4×100 метров сборная Франции, в составе которой выступала Феликс, завоевала бронзовые медали.